# Diopsid
Diopsid je mineral iz grupe monoklinskih piroksena, s kemijskom formulom MgCa[Si2O6]. Zajedno s augitom i hedenbergitom (FeCa[Si2O6]) tvori kompletnu seriju čvrstih otopina, a djelomičnu seriju tvori s ortopiroksenom i pigeonitom. Tvori tipične sivozelene prizmatične kristale u monoklinskom sustavu. Ima dva sustava kalavosti pod kutovima od 87°i 93°, tipične za piroksensku seriju. Tvrdoća mu iznosi 5-6, a gustoća 3.3 - 3.5. Transparentan je ili polutransparentan s indeksom loma nα=1.663 - 1.699, nβ=1.671 - 1.705 i nγ=1.693 - 1.728. Optički kut je 58° do 63°.
Diopsidi koji se mogu koristiti kao dragulju mogu se naći u dva oblika: crni diopsid i krom-diopsid (koji u sebi sadrži krom koji mu daje žarko zelenu boju). Krom-diopsid je relativno mekan (tvrdoća 5.5-6.5) i lako ga je zagrebati. (Mohsova skala tvrdoće ne pokazuje ni rasteznu čvrstoću, ni otpor na lomove.)

## Ležišta i nalazišta
Diopsid se može naći u ultramafitnim magmatskim stijenama (kimberliti i peridotiti), a diopsidom bogat augit čest je u mafitnim stijenama, kao što su olivinski bazalti te neutralnim poput andezita. Diopsida također ima u različitim metamorfnim stijenama, kao što su metamorfozirani skarnovi, razvijeni iz dolomita bogatih silicijem. Važan je mineral Zemljina plašta, a čest je u peridototnim ksenolitima unutar kimberlita i alkalijskih bazalta. Ima ga u željezom bogatim meteoritima.
Dolazi uz minerale kao što su neki granati, fluorit, dolomit, klorit, vezuvijan,  flogopit, aktinolit, olivin, kalcit.
Krom-diopsid ((Ca,Na,Mg,Fe,Cr)2[(Si,Al)2O6]) čest je sastojak peridotitnih ksenolita, a raspršena zrna pronađena su u kimberlitnim žilama, i kao takva su dobar indikator za dijamante.
Poznata nalazišta diosida su u Kanadi, JAR-u, Rusiji te na mnogim drugim lokacijama u svijetu.

## Postanak i izmjene
Pri relativno visokim temperaturama, postoji praznina u serijskom nizu između diopsida i pigeonita, a pri nižim temperaurama, između diopsida i ortopiroksena. Odnos kalcij/(kalcij+magnezij+željezo) u diopsidu koji je nastao uz jedan od ova druga dva prioksena djelomično je osjetljiv na temperature iznad 900 °C, pa je struktura diopsida iz peridotitnih ksenolita važna u rekonstrukciji temperatura iz Zemljina plašta.
Ovi pirokseni mogu prijeći u amfibole. Procesom uralitizacije, koji počinje najprije na rubovima, ako na njega djeluju hidroterme, diopsid (i hedenbergit) prelazi u klorite i serpentine, a uz njih se mogu razviti i drugi minerali (npr. epidot). Takvu pojavu nazivamo retrogradna metamorfoza.

## Porijeklo imena
Diopsid je prvi put opisan oko 1800. godine, a ime mu dolazi od grčkih riječi δίς (dís), dva puta, dvostruko te ὄψις, (ópsis), gledanje, opažanje, pogled, pojavnost u skladu s dva načina orijentacije njegove vertikalne prizme.
Plavi varijetet diosida nazivamo violan.